# Goran Aleksić (Fußballspieler)
Goran Aleksić (* 5. April 1985, SFR Jugoslawien) ist ein kroatischer Fußballspieler. 2010 spielte er zuletzt auf höchster Ebene bei SK Austria Kärnten in der Bundesliga.

## Karriere
Aleksić begann seine Karriere in den Jugendabteilungen von Dinamo Zagreb und in Deutschland beim SpVgg Unterhaching. Im Januar 2005 wechselte er von der Jugendabteilung der Zagreber nach Slowenien zu NK Olimpija Ljubljana. In seiner ersten und einzigen Saison wurde er am Ende Sechster der höchsten slowenischen Spielklasse.
In der nächsten Saison unterschrieb er bei NK Radnik Velika Gorica, welcher in der dritten kroatischen Liga antrat. Nach zwei Jahren in Velika Gorica wechselte er nach Österreich zum Drittligisten SV Horn. Nach Platz acht in der ersten Saison wurde man in der darauffolgenden Saison Vizemeister der Regionalliga Ost. Daraufhin verabschiedete sich Aleksić vorläufig aus Österreich und kehrte nach Kroatien zurück und spielte bis zu Winterübertrittszeit 2009/10 bei HNK Segesta Sisak. Dort absolvierte er einige Spiele in der 2. HNK, der zweiten Liga Kroatiens.
Im Januar 2010 kehrte er nach Österreich zurück und ging zu SK Austria Kärnten. Sein Debüt in der höchsten österreichischen Spielklasse gab der Kroate am 20. Februar 2010 gegen den FK Austria Wien. Aleksic wurde in der 80. Minute für Markus Pink ausgewechselt. Das Spiel endete 1:4.